# Snaresbeckasin
Snaresbeckasin (Coenocorypha huegeli) är en liten fågel i familjen snäppor som enbart förekommer i en liten ögrupp i Nya Zeeland.

## Utseende och läte
Snaresbeckasinen är en brun, liten (20–23 cm) och satt vadare med lång näbb. Jämfört med aucklandbeckasinen som den fram tills nyligen ansågs vara en del av är den tätare bandad över nedre delen av bröstet, flankerna och ibland större delen av buken. Även överdelen av stjärten är mycket tätare bandad. Resten av ovansidan är å andra sidan mycket svagare tecknad, med mycket smalare beigefärgade fjäderkanter som skapar ett finare mönster.
Hanen har ett ljudligt revirläte bestående av en serie vibrerande toner som byggs upp till tvåstaviga visslingar.

## Utbredning och systematik
Snaresbeckasin häckar endemiskt på Snareöarna, cirka 200 km söder om Sydön, Nya Zeeland. Fågeln betraktades tidigare som underart till aucklandbeckasin men anses idag utgöra en egen art. Vissa inkluderar de båda utdöda arterna nordöbeckasin (Coenocorypha barrierensis) och sydöbeckasin (Coenocorypha iredalei) i snaresbeckasinen.

## Levnadssätt
Arten föredrar områden med tät markvegetation där den födosöker efter en stor variation av olika ryggradslösa djur. Den häckar på marken eller i gröetuvor cirka 30 cm ovan mark. Bon har hittats i december och äggläggningen inleds troligen i november.

## Status och hot
Fågeln har påverkats kraftigt från införda predatorer som gjort att den försvunnit från större delen av dess tidigare utbredningsområde. Den förekommer nu på ett fåtal relativt säkra predatorfria öar och beståndet minskar inte längre. Eftersom utbredningsområdet är så begränsat och världspopulationen är liten (1000–1500 vuxna individer) kategoriserar internationella naturvårdsunionen IUCN ändå arten som nära hotad.

## Namn
Fågelns vetenskapliga artnamn hedrar Anatole Andreas Aloys von Hügel (1854-1928), österrikisk antrolog, upptäcktsresande och samlare av specimen.